# A'wesome
A'wesome è il quinto EP della cantante sudcoreana Hyuna, pubblicato il 1º agosto 2016 sotto Cube Entertainment. Ha come brano principale "How's This?". 

## Tracce
1. U&ME♡ – 3:27
2. How's This? (어때?) – 3:19
3. Do it! – 3:19
4. Morning Glory (featuring Qim Isle) – 3:31
5. Freaky (꼬리쳐) – 3:17
6. Wolf (featuring Hanhae) – 3:54